# Mick Tingelhoff
Henry Michael Tingelhoff, detto Mick (Lexington, 19 novembre 1940 – 11 settembre 2021), è stato un giocatore di football americano statunitense che ha giocato nel ruolo di centro per i Minnesota Vikings della National Football League (NFL). Non selezionato nell'ambito del Draft NFL 1962, fu in seguito ingaggiato dai Vikings come undrafted free agent. Tingelhoff aveva in precedenza giocato a football presso l'Università del Nebraska a Lincoln. È stato inserito nella Pro Football Hall of Fame nel 2015.

## Carriera universitaria
Dopo aver frequentato l'istituto superiore, la Lexington High School, della sua città presso il quale fu nel 1957 centro All-American, All-State ed All-Conference come senior, Tingelhoff decise di giocare per i Nebraska Cornhuskers, la squadra di football dell'Università del Nebraska a Lincoln, i quali a suo dire furono quelli più interessati ad assicurarsi le sue prestazioni. Dopo esser stato redshirt nel 1958 (non poteva disputare incontri ufficiali ma solo allenarsi durante la settimana), entrò a far parte del roster attivo l'anno seguente, nel quale Nebraska riuscì a porre fine alla storica striscia di 74 vittorie consecutive degli Oklahoma Sooners (Tingelhoff ancora conserva un pezzo delle porte abbattute dagli 'Huskers al termine della partita), rimanendo sino al 1960 riserva del centro titolare, il capitano Don Fricke tornato a ricoprire tale ruolo dopo esser stato fullback nel 1958. Nell'ultimo anno in Nebraska Tingelhoff fu co-capitano della sua squadra, guadagnando finalmente il posto da titolare nella sua squadra che con lui in campo raggiunse quota 205,5 yard in media a partita in total offense, migliore risultato dell'ateneo dal 1956. Il triennio 1959-61 fu comunque molto complicato per Nebraska che arrivò ad accumulare appena 11 vittorie, mancando di conseguenza in ciascuno di essi l'accesso ai Bowl di fine stagione. Tingelhoff dal canto suo riuscì comunque a prendersi la soddisfazione di essere convocato al termine della stagione 1961 a due importanti All-Star game universitari, il Senior Bowl (equivalente universitario del professionistico Pro Bowl) e all'All American Bowl nonostante non fosse stato eletto né All-American né All-Conference. Per i suoi meriti sportivi nel 1980 fu inserito nella Hall of Fame dell'Università del Nebraska, stesso riconoscimento conferitogli nel medesimo anno dalla Nebraska High School Hall of Fame.
Muore a 80 anni, dopo una lunga battaglia con l'Alzheimer, l'11 settembre 2021.

### Vittorie e premi

#### Individuale
- Convocazione al Senior Bowl (1961)
- Convocazione all'All-American Bowl (1961)
- Nebraska Football Hall of Fame (Classe del 1980)
- Nebraska High School Hall of Fame (Classe del 1980)

## Carriera professionistica
Dopo non esser stato scelto durante il Draft NFL 1962, Tingelhoff firmò come undrafted free agent con i Vikings un contratto come centro debuttando nel secondo match di pre-stagione: da quel momento non saltò più neanche una partita giocando un totale di 240 partite in carriera, prendendo parte ad ognuna di esse dall'inizio. Tingelhoff rese la offensive line dei Vikings molto solida e ben equilibrata spianando la strada sia ai lanci del quarterback Fran Tarkenton sia alle corse del runningback Chuck Foreman. Risultato di ciò fu il conseguimento da parte dei Vikings del titolo NFL 1969 e del raggiungimento di 4 finali di Super Bowl a cavallo tra il 1969 e il 1976, tutte perse da Minnesota. Tingelhoff fu uno dei 10 Vikings a giocare tutte e quattro le finali. Al momento del suo ritiro, avvenuto nel 1978, Tingelhoff era il 2º giocatore di tutti i tempi per match consecutivi disputati in NFL, mentre a tutt'oggi occupa la settima piazza in questa speciale classifica, a pari merito con Ryan Longwell, Ronde Barber e London Fletcher.

## Palmarès

### Franchigia
- Campionato NFL: 1

Minnesota Vikings: 1969
- National Football Conference Championship: 3

Minnesota Vikings: 1973, 1974, 1976

### Individuale
- Convocazioni al Pro Bowl: 6

1964, 1965, 1966, 1967, 1968, 1969
- First-team All-Pro: 7

1964, 1965, 1966, 1967, 1968, 1969, 1970
- First-team All-Conference: 7

1964, 1965, 1966, 1967, 1968, 1969, 1970
- 1000 Yard Club Offensive Lineman dell'anno: 1

1969
- Pro Football Hall of Fame (classe del 2015)
- Minnesota Vikings Ring of Honor (Classe del 2001)
- Squadra ideale del 25º anniversario dei Minnesota Vikings
- Squadra ideale del 40º anniversario dei Minnesota Vikings
- I 50 più grandi Vikings
- Numero 53 ritirato dai Vikings
- Gerald R. Ford Legends Award (2011)

## Statistiche
| Partite totali      | 240 |
| Partite da titolare | 240 |
| Fumble recuperati   | 13  |